# ۶ تفنگ (فیلم)
۶ تفنگ (انگلیسی: 6 Guns) فیلمی در ژانر وسترن به کارگردانی شین ون دایک است که در سال ۲۰۱۰ منتشر شد. از بازیگران آن می‌توان به بری ون دایک و گرگ اویگان اشاره کرد.